# Hug (песня)
Hug — дебютный корейский сингл группы Dong Bang Shin Ki, поступивший в продажу 14 января 2004 года.

Английский вариант песни Hug - Hug (International Version) является музыкальной темой закрывающих титров в телевизионном шоу Sarujie (サルヂエ), а также в телевизионном шоу Toshio Kakei & DA PUMP's Shounen Chample (筧利夫＆ＤＡ　ＰＵＭＰの少年チャンプル) за декабрь 2004 года.
Существуют также китайские версии песен Hug и My Little Princess, и японская версия песни Hug.
Количество проданных копий: 236,835 (в Корее на данный момент, до сих пор в топах)

## Список композиций

### Корейская версия

#### CD
1. Hug
2. My Little Princess
3. Oh Holy Night (Feat. BoA)
4. My Little Princess (Acapella Version)
5. Hug (Instrumental)

### International Version

#### CD
1. Hug (international Version)
2. Hug (international Version Instrumental)
3. Hug (international Version Radio Edit)